# میلپرا
میلپرا (به انگلیسی: Milperra) یک حومه شهر در استرالیا است که در نیو ساوت ولز واقع شده‌است.